# 片桐機械
片桐機械株式会社（かたぎりきかい）は、北海道札幌市中央区に本社を置くリース会社。北海道における中堅の総合リース会社。

## 企業概要
建築・土木を中心とする各種産業の機械工具・器具のレンタル、販売を事業内容とするレンタル・リース販売会社。1963年（昭和38年）7月に、北海道内で初めて建設機械のレンタル開始した。1935年に前身となる片桐機械店が設立され、片桐機械はその後継会社となる。

## 沿革（前史含む）
- 1935年（昭和10年）4月 - 片桐繁次郎が創立者として「片桐機械店」創立
- 1940年（昭和15年）5月 - 札幌市中央区南1条東3丁目に会社移転し、工作機械取扱開始
- 1952年（昭和27年）3月 - 「片桐機械金属」株式会社に組織変更する。
- 1955年（昭和30年）4月 - 建設機械の販売を開始する
- 1972年（昭和47年）8月 - 日建リース工業との共同出資により日建片桐リース株式会社設立
- 1972年（昭和47年）1月 - 金属部門を分離して、片桐機械株式会社に組織変更する。
- 1978年（昭和53年）5月 - 片桐理社長就任、社是・社訓の制定
- 1980年（昭和55年）8月 - レンタコムとの共同出資によりレンタリース片桐株式会社（現・株式会社レンタコム北海道）を設立
- 1985年（昭和60年）
  - 1月 - グァムにて創業50周年記念式典を挙行
  - 8月 - 札幌市中央区南1条東3丁目に片桐ビルを完成
- 1990年（平成2年） - 日本オフィス・システムとの共同出資により北海道オフィス・システム株式会社を設立
- 1996年（平成8年）3月 - 北京にて創業60周年記念式典を挙行
- 2003年（平成15年）6月 - 持株会社カタギリ・コーポレーション株式会社設立
- 2005年（平成17年）4月 - 創業70周年記念式典を挙行
- 2011年（平成23年）4月 - 片桐機械が株式会社セフテックス（兄弟企業）と合併する

### 代表者の経歴[2]
- 片桐 理（かたぎり ただし）、1941年（昭和16年）、北海道札幌市生まれる。
  - 1963年（昭和38年） - 北海学園大学経済学部卒業後、片桐機械金属株式会社入社
  - 1978年（昭和53年） - 片桐機械株式会社代表取締役社長に就任
  - 1972年（昭和47年） - 株式会社レンタコム北海道代表取締役社長に就任
  - 1980年（昭和55年） - レンタリース片桐株式会社代表取締役社長に就任
  - 1990年（平成2年） - 北海道オフィス・システム株式会社代表取締役社長に就任
  - 2003年（平成15年） - カタギリ・コーポレーション株式会社代表取締役社長に就任
  - 2011年（平成21年） - 国土交通大臣表彰
  - 2013年（平成25年） - 片桐機械株式会社代表取締役会長に就任　藍綬褒章授章

- 片桐 大（かたぎり ひろし）、1978年（昭和53年）、北海道札幌市生まれる。
  - 2001年（平成13年） - 北海学園大学経済学部卒業後、小松製作所入社
  - 2003年（平成15年） - 片桐機械株式会社入社
  - 2010年（平成22年） - 片桐機械株式会社副社長に就任
  - 2013年（平成25年） - 片桐機械株式会社社長に就任

## 事業所一覧
- 本社（札幌市中央区南1条東7丁目2-4 カタギリ･コーポレーションビル）
- 札幌支店・レンタルセンター（札幌市厚別区大谷地西1丁目1-1）
- 旭川支店・レンタルセンター（北海道旭川市工業団地1条2丁目2-6）
- 倶知安支店・レンタルセンター（北海道虻田郡倶知安町比羅夫68-14）
- 岩内支店・レンタルセンター（北海道岩内郡岩内町大浜476-19）
- 函館営業所・レンタルセンター（北海道北斗市開発153）
- 帯広営業所・レンタルセンター（北海道河西郡芽室町東芽室基線18-1）
- 釧路営業所・レンタルセンター（北海道釧路市星ケ浦大通5丁目）
- 石狩営業所・レンタルセンター（北海道石狩市新港西3丁目747-4）
- 北広島営業所札幌機材センター（北海道北広島市共栄54-14）
- 荷揚機械事業部北広島レンタルセンター（北海道北広島市仁別263-5）